# Satsuma (Kagoshima)
Pour les articles homonymes, voir Satsuma.
Satsuma (さつま町, Satsuma-chō) est un bourg du district de Satsuma, dans la préfecture de Kagoshima, au Japon.

## Géographie

### Démographie
Au 1er décembre 2014, la population de Satsuma s'élevait à 22 665 habitants répartis sur une superficie de 303,96 km2.